# Berlin (Wisconsin)
Berlin is een plaats (city) in de Amerikaanse staat Wisconsin, en valt bestuurlijk gezien onder Green Lake County en Waushara County.

## Demografie
Bij de volkstelling in 2000 werd het aantal inwoners vastgesteld op 5305.
In 2006 is het aantal inwoners door het United States Census Bureau geschat op 5210, een daling van 95 (-1,8%).

## Geografie
Volgens het United States Census Bureau beslaat de plaats een oppervlakte van
16,3 km², waarvan 15,5 km² land en 0,8 km² water. Berlin ligt op ongeveer 246 m boven zeeniveau.

## Plaatsen in de nabije omgeving
De onderstaande figuur toont nabijgelegen plaatsen in een straal van 20 km rond Berlin.